# Michel Corrette

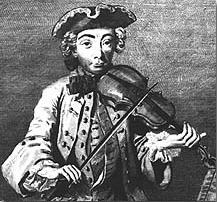
Bildnis von Michel Corrette

Michel Corrette (* 10. April 1707 in Rouen; † 21. Januar 1795 in Paris) war ein französischer Komponist und Autor von musiktheoretischen Abhandlungen.

## Leben
Sein Vater Gaspard Corrette war Komponist und Organist. Michel wurde 1758 Organist am Grand Collège des Jesuitenordens in Paris, bis zu dessen Vertreibung im Jahre 1762. 1780 wurde er zum Organisten des Herzogs von Angoulême ernannt. Er komponierte Ballette und Divertimentos (divertissements) für folgende Komödien: Arlequin, Armide, le Jugement de Midas, les Âges, Nina, Persée; weiterhin zahlreiche  concerti für Orgel, Sonaten, divertissements, Concertos, Orgel-Bücher, Arien, Kanons, Kantaten, Lieder, Kontratänze, Motetten, Sinfonien und kirchliche Musik.
Corrette war Autor von vermutlich 17 methodischen Werken für verschiedene Instrumente wie Harfe, Querflöte, Violoncello, Fagott, Mandoline, Gitarre (1763) Cembalo und die Drehleier.
Als sein wichtigstes Lehrwerk gilt heute die École d’Orphée für Violine von 1738, in der Corrette den italienischen und den französischen Stil vergleicht und wichtige Anweisungen für die Spieltechnik seiner Zeit gibt. L’Art de se perfectionner dans le violon von 1782 ist als Fortsetzung der École d’Orphée zu sehen. Für den Sänger veröffentlichte er das Lehrwerk Le Parfait Maître à chanter.

## Werke (Auswahl)
- Konzert für Drehleier und Orchester. Op. 3 Nr. 4.
- Konzert für Flöte und Orchester. Op. 3 Nr. 6.
- 25 Concertos comiques. Op. 8 für drei Violinen und B. c.
- Premier Livre de Pièces de clavecin. Œuvre 12e (1734).
- 6 Orgelkonzerte. Op. 26.
- Mehrere Noëls (Weihnachtsmusiken).
- Mehrere Orgelbücher.
- L’école d’Orphée. Méthode pour Apprendre facilement à jouer du Violon. Mme Boivin, Paris 1738 (44 S.; mit Werkverzeichnis; Scan des Titels in der Google-Buchsuche).
- Le Maitre de Clavecin. Pour l’Accompagnement. Methode Theorique et Pratique. Paris 1753 (94 S.; Scan des Titels in der Google-Buchsuche).